# James Deen
Bryan Matthew Sevilla (sinh ngày 7 tháng 2 năm 1986), được biết đến nhiều hơn với nghệ danh là James Deen, là một diễn viên và là một đạo diễn khiêu dâm người Mỹ.
Anh bước vào ngành công nghiệp phim ảnh khiêu dâm vào năm 2004 ở tuổi 18. Anh đã thu hút được sự chú ý với cơ thể tương đối thon thả, thiếu hình xăm và sự hấp dẫn với mọi người, phá bỏ hình ảnh khuôn mẫu của các nam diễn viên nam giới tài giỏi trong ngành công nghiệp khiêu dâm. Vào cuối năm 2015, nhiều phụ nữ đã kiện anh với những cáo buộc về hành vi sai trái tình dục bao gồm các hoạt động tình dục không đồng thuận.

## Đầu đời
Deen sinh ra ở Los Angeles County, California và lớn lên ở Pasadena, California. Cha ông là một kỹ sư cơ khí và mẹ ông là một kỹ sư điện toán máy tính, và một trong số họ làm việc tại Phòng thí nghiệm Động cơ phản lực (Jet Propulsion Laboratory) . Sevilla tốt nghiệp trường Trung học La Cañada năm 2004. Ở tuổi 17, Deen đã dọn đến ở với cha mình. Anh làm việc tại Starbucks trong hai năm và học tại Pasadena City College.

## Sự nghiệp
Dựa theo lời Deen nói, việc biểu diễn trong các bộ phim khiêu dâm là tham vọng của anh kể từ khi anh còn học mẫu giáo. Sau khi vào ngành công nghiệp khiêu dâm năm 2004, anh đã làm việc với các nghệ sĩ nữ lớn tuổi. Năm 2009, AVN vinh danh anh là "Người biểu diễn nam của năm" ở tuổi 22, khiến anh trở thành diễn viên trẻ nhất đã giành được giải thưởng này. Deen có một lượng người hâm mộ lớn trong số các cô gái trẻ tuổi teen, một lứa tuổi thường không liên quan đến ngành công nghiệp khiêu dâm. Vào tháng 2 năm 2012, ABC Nightline đã phát sóng chương trình Porn's Boy Next Door, bao gồm các cuộc phỏng vấn với cả Deen và người hâm mộ của anh. Một fan mô tả anh là "Ryan Gosling của sự khiêu dâm".

## Đời tư
Từ năm 2005 đến năm 2011, Deen đã hẹn hò với ngôi sao khiêu dâm Joanna Angel  Trong một cuộc phỏng vấn với Huffington Post từ tháng 7 năm 2013, nữ diễn viên khiêu dâm Stoya nói rằng cô đang hẹn hò với Deen. Họ có quan hệ từ năm 2012 đến năm 2014.
Deen là người Do Thái và coi đạo Do Thái giáo như là "một nền văn hoá hơn bất cứ điều gì khác"
Deen xác định là một người theo chủ nghĩa tự do cá nhân.